# Mimosa simulans
Mimosa simulans är en ärtväxtart som beskrevs av Arturo Erhardo Erardo Burkart. Mimosa simulans ingår i släktet mimosor, och familjen ärtväxter. Inga underarter finns listade i Catalogue of Life.